# Bouïra
Bouïra là một đô thị thuộc tỉnh Bouïra, Algérie. Dân số thời điểm năm 2002 là 75.086 người.